# Озерница (приток Вятки)
Озерница — река в России, протекает в Нагорском и Слободском районах Кировской области. Устье реки находится в 816 км по правому берегу реки Вятка. Длина реки составляет 37 км, площадь водосборного бассейна 205 км². В 15 км от устья принимает слева реку Тюлег.
Исток реки на Северных Увалах в 21 км к северо-западу от посёлка Центральный, центра Озерницкого сельского поселения. Река течёт на юг, затем на юго-восток. Верхнее течение ненаселено, в нижнем течении река протекает церез посёлки Озерница и Центральный. Впадает в Вятку в 4 км к югу от посёлка Центральный. Ширина реки перед устьем — 8 метров. Притоки — Тюлег, Огатуха, Дымовка, Савушка (левые); Кузьмовка, Дмитриевка, Макаровка (правые).

## Данные водного реестра
По данным государственного водного реестра России относится к Камскому бассейновому округу, водохозяйственный участок реки — Вятка от истока до города Киров, без реки Чепца, речной подбассейн реки — Вятка. Речной бассейн реки — Кама.
Код объекта в государственном водном реестре — 10010300212111100031570.